# Coprophanaeus bellicosus
Coprophanaeus bellicosus är en skalbaggsart som beskrevs av Olivier 1789. Coprophanaeus bellicosus ingår i släktet Coprophanaeus och familjen bladhorningar. Inga underarter finns listade i Catalogue of Life.